# 24 Nights
24 Nights — концертный альбом блюз-рок музыканта Эрика Клэптона, изданный в 1991 году.

## Об альбоме
24 Nights содержит избранные песни из 42 концертов Клэптона в зале Альберт-холл в Лондоне. Изначально альбом планировалось издать в 1990 году, после 18 концертов Эрика в начале года, но музыкант был неудовлетворён записанным материалом и выход 24 Nights был отложен. В 1991 году Клэптон установил рекорд, играя в Альберт-холле 24 ночи кряду. Альбом, с включением новых записей, вышел несколько месяцев спустя.

## Список композиций
1 диск
| №  | Название                      | Автор(ы)                            | Длительность |
| -- | ----------------------------- | ----------------------------------- | ------------ |
| 1. | «Badge»                       | Эрик Клэптон и Джордж Харрисон      | 6:51         |
| 2. | «Running On Faith»            | Джерри Линн Уильямс                 | 6:49         |
| 3. | «White Room»                  | Джек Брюс и Пит Браун               | 6:10         |
| 4. | «Sunshine Of Your Love»       | Джек Брюс, Пит Браун и Эрик Клэптон | 9:11         |
| 5. | «Watch Yourself»              | Бадди Гай                           | 5:39         |
| 6. | «Have You Ever Loved a Woman» | Билли Майлз                         | 6:52         |
| 7. | «Worried Life Blues»          | Большой Мацео Мэрривэзер            | 5:28         |
| 8. | «Hoodoo Man»                  | Эмос Уэллс                          | 5:41         |

2 диск
| №  | Название            | Автор(ы)                    | Длительность |
| -- | ------------------- | --------------------------- | ------------ |
| 1. | «Pretending»        | Джерри Линн Уильямс         | 7:08         |
| 2. | «Bad Love»          | Эрик Клэптон и Мик Джонс    | 6:25         |
| 3. | «Old Love»          | Эрик Клэптон и Роберт Крэй  | 13:01        |
| 4. | «Wonderful Tonight» | Эрик Клэптон                | 9:11         |
| 5. | «Bell Bottom Blues» | Эрик Клэптон                | 6:39         |
| 6. | «Hard Times»        | Рэй Чарльз                  | 3:45         |
| 7. | «Edge Of Darkness»  | Эрик Клэптон и Майкл Кэймен | 6:30         |

Видео
| №   | Название                      | Дата записи          | Длительность |
| --- | ----------------------------- | -------------------- | ------------ |
| 1.  | «Running On Faith»            | 24 января 1990 года  | 6:49         |
| 2.  | «White Room»                  | 24 января 1990 года  | 6:10         |
| 3.  | «Sunshine Of Your Love»       | 24 января 1990 года  | 9:11         |
| 4.  | «Watch Yourself»              | 5 февраля 1990 года  | 5:39         |
| 5.  | «Have You Ever Loved a Woman» | 5 февраля 1990 года  | 6:52         |
| 6.  | «Worried Life Blues»          | 5 февраля 1990 года  | 5:28         |
| 7.  | «Pretending»                  | 18 февраля 1991 года | 7:08         |
| 8.  | «Bad Love»                    | 18 февраля 1991 года | 6:25         |
| 9.  | «Old Love»                    | 18 февраля 1991 года | 13:01        |
| 10. | «Wonderful Tonight»           | 18 февраля 1991 года | 9:11         |
| 11. | «Bell Bottom Blues»           | 9 февраля 1990 года  | 6:39         |
| 12. | «Hard Times»                  | 9 февраля 1990 года  | 3:45         |
| 13. | «Edge Of Darkness»            | 8 марта 1991 года    | 6:30         |